# Буслов Петро Вікторович
Петро Вікторович Буслов (нар. 1 червня 1976, Хабаровськ) — російський кінорежисер, сценарист, продюсер і актор.

## Біографія
Петро Буслов народився у 1976 році в Хабаровську, виріс у Владивостоці. Навчався на режисерському факультеті ВДІКу. Широку популярність отримав у 2003 році після виходу в прокат фільму «Бумер», де Буслов виступив як режисер і зіграв епізодичну роль старшого на АЗС. Був номінований на премію «Ніка» за найкращу режисерську роботу. 
Зіграв головну роль у фільмі Іллі Хотиненко «Одіссея 1989». У 2011 році вийшов фільм Буслова «Висоцький. Дякую, що живий» про п'ять днів із життя Висоцького, коли під час гастролей в Узбекистані він пережив клінічну смерть.
У 2015 році вийшла драма Буслова «Батьківщина», у 2018 – резонансний телесеріал «Домашній арешт», який заробив премію «Ніка», а також номінацію на «Золотий орел».

## Фільмографія

### Режисер
- 2000 - Тяжка робота старих мойр (короткометражний фільм)
- 2003 - Бумер
- 2006 - Бумер. Фільм другий
- 2006 - 2008 - Наша Russia (3 і 4 сезон)
- 2009 - Коротке замикання (новела «Терміновий ремонт»)
- 2011 - Висоцький. Дякую, що живий
- 2012 - Нема куди поспішати (новела «Солярій»)
- 2015 - Батьківщина
- 2015 - Чотири сезони
- 2017 - Близькі
- 2018 - Домашній арешт
- 2020 - Окаянні дні (новела «Ділові люди»)
- 2021 - БУМЕРанг
- 2022 - Непристойні гроші (телесеріал)

### Сценарист
- 2003 - Бумер
- 2006 - Бумер. Фільм другий
- 2013 - Студія 17
- 2021 - БУМЕРанг

### Актор
- 2000 - Тяжка робота старих мойр - в епізоді
- 2003 - Бумер - Серьога, старший на автозаправці
- 2003 - Одіссея 1989 - Паштет
- 2005 - Клич мене Джин - Джин
- 2008 - Наша Russia (4 сезон) - хлопець дівчини в Анапі
- 2013 - Студія 17 - Петро Буслов (камео)
- 2018 - Домашній арешт - Петро Олегович Третьяков, повпред президента
- 2020 - Окаянні дні (новела «Ділові люди») - Денис Олегович Лапін, капітан Служби власної безпеки
- 2021 - БУМЕРанг - Федір Бусслер
- 2021 - Ласкаво просимо до сім'ї - Михайло Радишевський («Моссад»)